# Maximilian Erbacher
Maximilian Erbacher (* 4. Dezember 1970 in Rosenheim) ist ein deutscher Künstler.

## Werdegang
Erbacher besuchte in Rosenheim das Ignaz-Günther-Gymnasium und studierte von 1994 bis 1998 Grafik an der Hochschule für Gestaltung Augsburg sowie in  Düsseldorf bei Harald Fuchs. 1996 ging er für ein Jahr mit einem Erasmus-Stipendium an die University of Ulster in Belfast.  Von 1999 bis 2002 studierte er Medienkunst und Medientheorie an der Kunsthochschule für Medien Köln bei Valie Export, Jürgen Klauke und Stefan Römer (Medientheorie) sowie an der Akademie der Bildenden Künste München bei Res Ingold. Er erhielt verschiedene Stipendien und Preise. 2011 hatte er eine DAAD-Gastdozentur an der ungarischen Universität Pécs inne.

## Öffentlicher Raum
- 2000: Behausung (München)
- 2002: Sightseeing (München)
- 2007: Einhausung 2 (Köln)
- 2008: All by Myself (Köln)

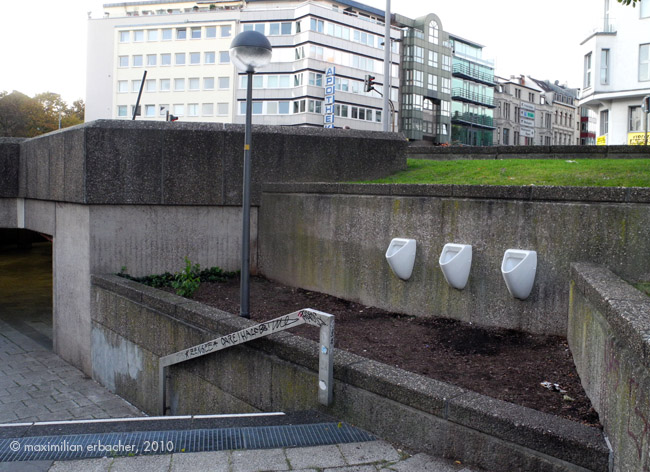
Maximilian Erbacher, Urinal (Ebertplatz, Köln), 2012

- 2008: Geranien (Enclosure #3, Köln)
- 2009: Today, I am your Friend (#8, München, Pécs/Ungarn, Köln)
- 2010: Say Cheese (China)
- 2011: Lindenbaum (Ungarn)
- 2012: Urinal (Köln)
- 2014: Marienwald (Österreich)
- 2014: Zwilling (Köln)
- 2014: Promises (Indien)
- 2016: We believe luxury is best served in small quantities (München)
- 2016: Heute ist das Gestern von Morgen (Ebersberg)
- 2016: Neubaugebiete (Promises und Stadtteilwanderung, München)
- 2017: P.C.E (Rottenburg/L)
- 2019: Blinde Flecken (Schweiz)
- 2019: Neue Umwege (Neu-Ulm)

## Räume
- Galerie Projektraum, 1999–2002
- Mehlhaus, 2000–2008
- Opekta International (Gründung), 2009–2010[4][5][6]
- Terem, 2010
- Boutique – Raum für temporäre Kunst, 2011–2014

## Wirken als Kurator
- Boutique – Raum für temporäre Kunst, Köln (2011–2014)
- MaximiliansForum München (2016)[3]

## Ausstellungen
- 2002: Städtisches Kunstmuseum Taipeh
- 2003: Zentrum Beeldende Kunst Rotterdam[7]
- 2004: Museum Goch
- 2006: Haus der Kunst, München
- 2008: The Return Gallery/Goethe Institut Dublin[8]
- 2009: Städtisches Skulpturenmuseum Heilbronn
- 2009: Max Erbacher, Veit Landwehr: Planetengetriebe. Künstlerverein Malkasten, Düsseldorf[9]
- 2009: Artist in Residence: München851, Approach Art Association Pécs (Ungarn)
- 2009: Lothringer13, München
- 2010: Jonkang Lu Art Shanghai, China
- 2006–2011: Galerie Mirko Mayer, Köln
- 2011: Institute of Contemporary Arts Donaujvàros, Ungarn[10]
- 2012: Galerie Lena Brüning, Berlin
- 2014: MOD Institut Bangalore, Indien[11]
- 2016: MaximiliansForum, München[12]
- 2016: München-dezentral (KIÖR München)[13]
- 2020: „DOO-BE-DOO-BE-DOO“, 15. RischArt-Projekt, Gasteig, München

## Buchveröffentlichungen
- als Hrsg.: Null Zonen. 36 S. farbig, erschienen zur gleichnamigen Ausstellung im Kunstverein Rosenheim, 2005, ISBN 3-9809544-4-7.
- Heute Bin Ich Dein Freund. Monographie, 64 S. einfarbig, Darling Publication, Köln 2011, ISBN 978-3-941765-37-5.
- als Hrsg.: Boutique – Ebene Minus Eins. 148 Seiten, bilingual, Strzelecki Books, Köln 2014, ISBN 978-3-942680-52-3.

## Preise und Stipendien (Auswahl)
- 1996: Jahres-Stipendium im Bereich Fine Arts, University of Ulster, Belfast
- 2003: Nachwuchspreis First Step für den Dokumentarfilm "Große Ausfahrt"
- 2004: Nachwuchsstipendium und Projektförderung der Kulturstiftung NRW
- 2005: Filmförderung Staatskanzlei NRW, Katalogförderung Dr. Stöcker Stiftung Rosenheim
- 2008: Erster Preis für „Wasserzeichen“, Skulpturenwettbewerb im öffentlichen Raum, Mülheim/Ruhr
- 2010: Reisestipendium, NRW Kulturbüro, Shanghai, China
- 2014: Artist in Residence, Goethe-Institut Bangalore / Max Müller Bhavan, Indien
- 2014: Förderpreis des Instituts für Kunst im öffentlichen Raum, Universalmuseum Joanneum, Graz
- 2016: Förderpreis, Kunst im öffentlichen Raum: München-dezentral